# 46
| [ Edytuj tabelę ] |                                        |
| Król Armenii      | - 42 Mitrydates 51                     |
| Cesarz Chin       | - 25 Guangwudi 57                      |
| Władca Korei      | - 44 Minjung 48                        |
| Król Nabatei      | - 40 Malichus II 70                    |
| Papież            | - 33 Piotr Apostoł 67                  |
| Król Partów       | - 40 Gotarzes II 51 - 40 Wardanes I 46 |
| Cesarz Rzymu      | - 41 Klaudiusz 54                      |
| Król Tracji       | - 38 Remetalkes III 46                 |

Rok 46 / XLVI
stulecia: I wiek p.n.e. ~
I wiek ~
II wiek

lata: 36 «
41 «
42 «
43 «
44 «
45 «
46
» 47
» 48
» 49
» 50
» 51
» 56

## Wydarzenia
- Rzymianie przejęli panowanie nad miastem Filipopol, zmienili jego nazwę na Trimontium i ustanowili stolicą Tracji.
- Tracja stała się prokuratorską prowincją rzymską.

## Zmarli
- Remetalkes III, król Tracji.
- Wardanes I, król Partów.